# Gisr el-Mudir
Gisr el-Mudir (arabe: جسر المدير, « pont du directeur ») également connu sous le nom de Grande enceinte, est l'une des plus anciennes structures en pierre de taille connues en Égypte antique, située à Saqqarah à seulement quelques centaines de mètres à l'ouest de la pyramide à degrés.

## Description
La structure consiste en un mur rectangulaire orienté nord-sud et mesurant environ 650 × 350 mètres. Les murs sont constitués de deux murs extérieurs en pierre calcaire grossièrement taillée, distants d'environ quinze mètres ; l'espace entre eux est rempli de pierre concassée, de gravier et de sable. Dans l'angle nord-ouest, les murs subsistent sur une hauteur de quatre à cinq mètres. Le style de construction suggère une hauteur originale d'environ dix mètres. Au sud, l'état de conservation est nettement moins bon qu'au nord. Comme le mur ouest de la structure est plus court de trente mètres que le mur est, le mur sud était probablement constitué de deux murs parallèles formant une entrée. Ce schéma se retrouve dans le complexe funéraire plus vaste de la pyramide à degrés de Djéser.
Les murs étaient probablement achevés et, dans l'espace clos, aucun vestige de construction n'a été trouvé. Il ne peut donc pas y avoir eu de pyramide ou de mastaba au centre, car ces constructions auraient dû être érigées avant l'achèvement d'un mur d'enceinte. Il est possible qu'un petit bâtiment ait existé dans l'angle nord-ouest de l'espace, car de nombreux fragments de calcaire, de granit rose et de basalte y ont été trouvés. John Shae Perring a démontré qu'une petite colline qui se trouvait au centre de l'enceinte était les débris de la fouille d'une tombe à l'époque grecque.
La spoliation des pierres pour de nouvelles constructions a beaucoup moins touché Gisr el-Mudir que les autres bâtiments de la région, probablement en raison de la mauvaise qualité des pierres utilisées pour sa construction.
Au nord et au nord-est de Gisr el-Mudir se trouvent les vestiges de structures similaires.

## Découverte

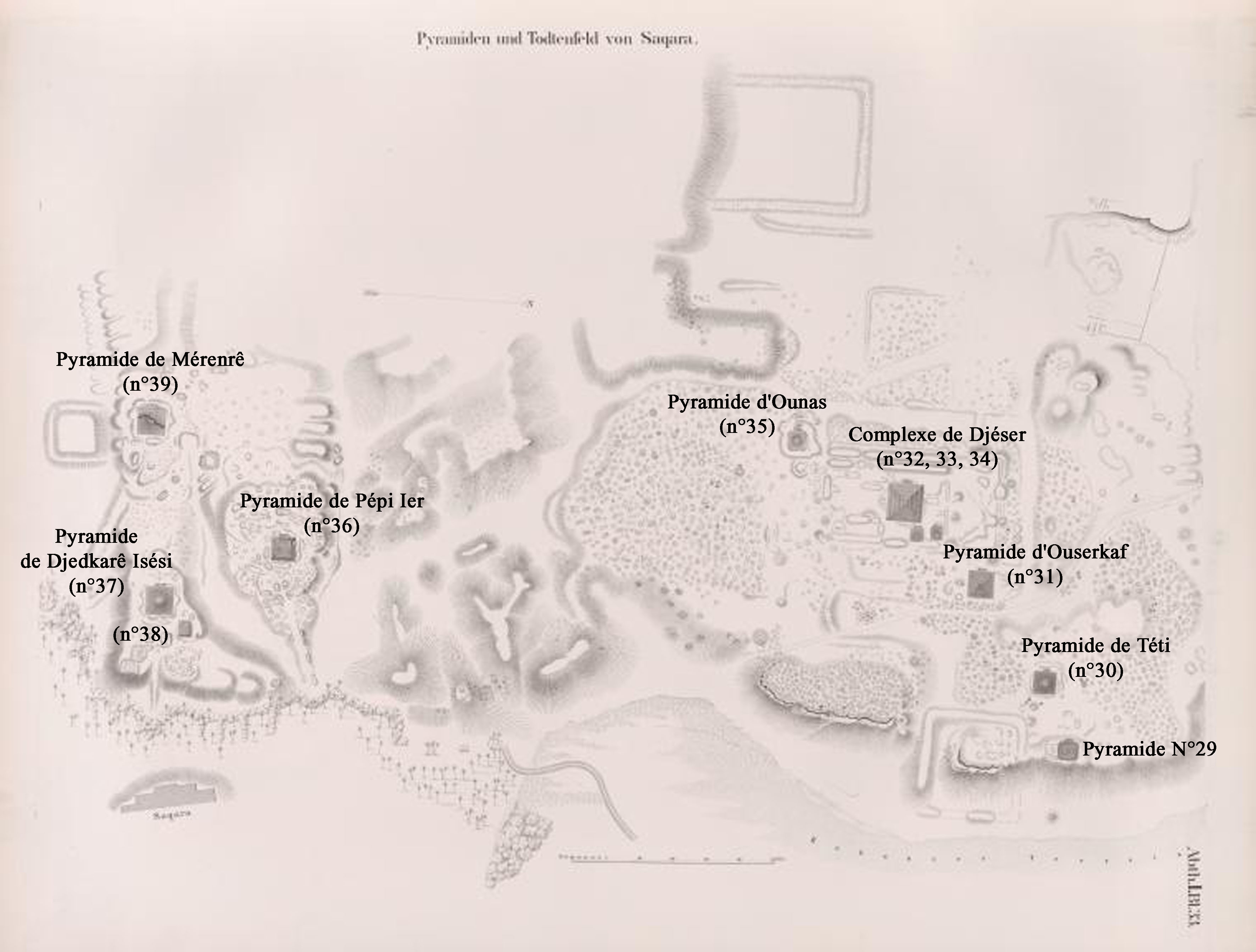
Carte de l'expédition de Lepsius à Saqqara (en 1842). La partie nord de Gisr el-Mudir est visible au sud-ouest de la pyramide à degrés (le nord est à droite).

Déjà dans l'enquête de John Shae Perring à Saqqarah en 1837, le contour de l'enceinte a été détecté. Il a également été noté par Karl Richard Lepsius (en 1842-1846) et Jacques de Morgan (en 1897), mais il n'a pas été fouillé.
Les premières fouilles ont été effectuées en 1947 et 1948 par le directeur du Conseil suprême des antiquités de l'époque, Abdel Salam Hussein. Son surnom « el-Mudir » (« le directeur ») est à l'origine de son nom moderne Gisr el-Mudir. Les résultats de ces fouilles n'ont pas été publiés.
Des recherches systématiques ont été entreprises pour la première fois dans les années 1990 par des archéologues du National Museum of Scotland qui ont utilisé des techniques telles que la magnétométrie et le géoradar. Avant ces fouilles, on pensait que la structure était un complexe pyramidal inachevé de la IIIe dynastie. Cependant, des tessons de poterie trouvés dans le remplissage des murs datent de la fin de la IIe ou du début de la IIIe dynastie, ce qui conduit certains égyptologues à penser que c'est la preuve que la structure a pu être construite à la fin de la IIe dynastie.
Le constructeur de la structure n'a pas encore été déterminé. Rainer Stadelmann a vu un lien entre cette enceinte et les deux tombes à galerie de la IIe dynastie situées au sud du complexe de la pyramide à degrés, qui ont été attribuées à Hotepsekhemoui et Nebrê ou Ninetjer. Selon lui, la structure rectangulaire vide interagissait avec les tombes de la même façon que les vallées interagissaient avec les tombes à Abydos. D'autres chercheurs attribuent la structure à Khâsekhemoui en raison de similitudes avec son enceinte d'Abydos, Shunet el-Zebib, et aussi parce que l'érection d'un bâtiment en pierre appelé Men-Netjeret lui est attribuée dans la Pierre de Palerme, ce qui semble correspondre chronologiquement à la construction de Gisr el-Mudir,. La structure rectangulaire représente probablement une étape de transition entre les enceintes d'Abydos et le complexe funéraire de Djéser.